# Kloster Boke
Das Kloster Boke in Boke, heute Stadtteil von Delbrück im Kreis Paderborn in Westfalen, war eine Stiftung des Grafen Erpo von Padberg und dessen Frau Beatrix von Nidda. Es bestand von 1101 bis 1104 und wurde dann nach Flechtdorf, heute Ortsteil der nordhessischen Gemeinde Diemelsee im Landkreis Waldeck-Frankenberg, verlegt.

## Vorgeschichte
Die katholische St. Landolinus-Pfarrei in Boke ist eine der ältesten Pfarreien des Hochstifts Paderborn. Sie gehört zu den sogenannten Urpfarreien. Angeblich im Jahre 836 veranlasste Bischof Badurad von Paderborn die Überführung der Reliquien des heiligen Landelin aus dem Kloster Crespin in der Diözese Cambrai im Westfrankenreich nach Boke. Boke wurde so zu einem Stützpunkt des Christentums im frisch missionierten Sachsen.

## Gründung
Im Jahre 1101 stifteten Graf Erpo von Padberg und seine Frau Beatrix, mit Unterstützung des mit ihnen weitläufig verwandten Paderborner Bischofs Heinrich II. von Werl, ein Benediktinerkloster über den Gebeinen des Heiligen, deren Anwesenheit in Boke in der Stiftungsurkunde erstmals beurkundet ist. Das Kloster stand auf Allodialbesitz von Beatrix und erhielt von ihr weit reichenden Grundbesitz im Raum Boke, den sie als Mitgift und durch Erbfolge aus ihrer Familie erhalten hatte. Erpo stattete das neue Kloster ebenfalls mit erheblichem Eigenbesitz aus, so unter anderem mit seinen Eigenkirchen in Langförden (heute Stadtteil von Vechta) und in Werdohl im Märkischen Sauerland (dem Vorgängerbau der dortigen Kilianskirche) sowie Grundbesitz in Werdohl, in Wirmighausen (heute Ortsteil der Gemeinde Diemelsee), in Beringhausen (heute Ortsteil der Stadt Marsberg) und in Messinghausen (heute Stadtteil von Brilon).

## Aufhebung
Das Kloster hatte jedoch nur wenige Jahre Bestand, und die Planungen und Bauarbeiten wurden schon im Jahre 1104 beendet. Ursache war ein erbitterter Erbstreit nach dem kinderlosen Tod der Stifterin Beatrix. Ihre Brüder, Grafen von Nidda, erhoben Anspruch auf ihr Erbe in Boke und weigerten sich, den Nachlass an das neue Kloster gehen zu lassen. Der Konflikt wurde gelöst, indem das Kloster in Boke im Jahre 1104 aufgehoben und auf Eigenbesitz des Grafen Erpo in Flechtdorf verlegt wurde, wo es durch Benediktiner aus dem Mutterkloster Abdinghof bei Paderborn belegt wurde. Der größte Teil der Landolinusreliquien wurde dabei in das neue Kloster Flechtdorf gebracht; nur eine Armreliquie blieb in Boke.